# چهل سرباز
چهل سرباز سریالی است به کارگردانی محمد نوری‌زاد و محصول ۱۳۸۶ است که در ۲۸ قسمت تهیه و از شبکه دو صدا و سیمای جمهوری اسلامی ایران پخش شد. این سریال به شکل هم‌زمان به روایت سه داستان از افسانه‌های ایران باستان همانند نبرد رستم و اسفندیار، زندگی‌نامه فردوسی و زمانهٔ او، و ظهور اسلام می‌پردازد. این سریال در موسسه فرهنگی هنری شهید آوینی تهیه شده‌است.

## بازیگران
بازیگران این سریال عبارتند از:
- داریوش ارجمند (رستم)
- محمدعلی کشاورز
- احمد نجفی
- پروانه معصومی (کتایون، همسر فردوسی در میانسالی)
- اصغر همت (پشوتن)
- ثریا قاسمی (رودابه)
- انوشیروان ارجمند (مفتی توس)
- جعفر دهقان
- چنگیز وثوقی
- علی اوسیوند
- یوسف مرادیان (اسفندیار)
- سیامک اطلسی
- فخرالدین صدیق‌شریف
- عباس امیری مقدم (احمد میمندی)
- محرم زینال‌زاده
- رضا سعیدی
- بهمن دان
- حمید تاج دولتی (بازیگر نقش فردوسی)
- فرشاد خدایی (بازیگر نقش سلطان محمود غزنوی)
- سارا سلطانی
- رضا صفایی پور
- حسین سحرخیز
- محمد قاسم پورستار
- رضا خندان
- آتش تقی‌پور (حاکم توس در دوره جوانی فردوسی)
- علی طالب لو
- بهمن روزبهانی
- کاظم افرندنیا
- محسن قاضی مرادی
- بهزاد رحیم خانی
- تورج فرامرزیان
- رضا توکلی
- امیریل ارجمند
- سیروس صابر
- حسین خانی‌بیک
- فرشاد رمضانی
- کاوه یانقی
- میرطاهر مظلومی
- اکبر وارث
- سیامک اشعریون
- مهناز یاری تبار
- مهدی رضاخانی
- جمشید صفری
- امیرحسین عسگری

## دست‌اندرکاران
- تهیه کننده: مجید اسماعیلی
- مجری طرح: محمد نوری زاد و مجید اسماعیلی
- جانشین مجری طرح: حجت الله خسروی
- مدیر تولید: اردشیر ایران نژاد
- مدیر هنری: ایرج رامین فر
- طراح چهره‌پردازی: جلال معیریان
- مدیران تصویربرداری: محسن ذوالانوار، حسن اسدی، حسین ملکی، محمد خدابخش
- مدیر برنامه ریزی: سید احمد میرمحمدی
- موسیقی: فرهاد فخرالدینی
- دستیار اول کارگردان: داریوش جهانگیری
- مدیر تدارکات: امیر عبدالغنی
- جلوه‌های ویژه: محسن روزبهانی
- جلوه‌های ویژه رایانه ای: رضا فخاریه